# Небесная роса

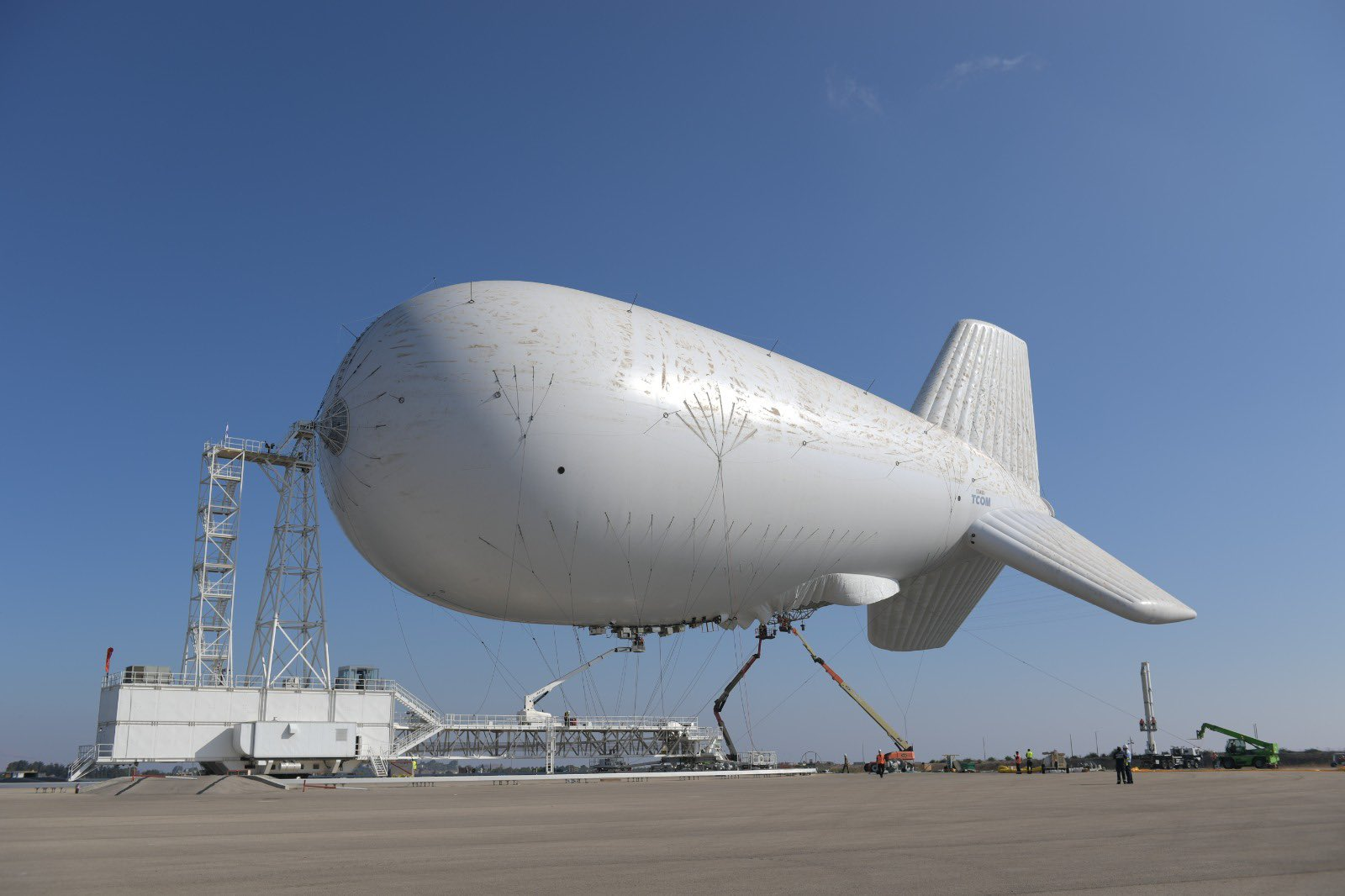
Дирижабль Sky Dew (Небесная роса)

Небесная роса (ивр. טל שמיים‎, Tal Shamayim), или система аэростата высокой доступности (HAAS) — высотный аэростат противоракетной обороны, используемый Армией обороны Израиля с 2022 года. Радиолокационная система была разработана Организацией по противоракетной обороне Израиля (IMDO) и Агентством по противоракетной обороне США. Это привязной дирижабль, разработанный американской компанией TCOM. Система развёрнута на севере Израиля, аналогичный воздушный шар уже используется на юге. 15 мая 2024 года аэростат был сбит БПЛА «Хезболлы».